# Wilhelmine Marstrand
 Antonie Leopoldine Wilhelmine Marstrand (* 7. August 1843  in Donaueschingen; † 16. August 1903 in Spiez) war eine deutsche Pianistin und Klavierpädagogin.

## Leben
Ihre musikalische Früherziehung erhielt Wilhelmine Marstrand (ebenso wie ihre jüngere Schwester Marie) bereits an ihrem Geburtsort Donaueschingen, nach dem Umzug der Familie 1855 nach Konstanz beim dortigen Musikdirektor und Organisten Carl Ferdinand Schmalholz. 1859–1864 wurde Wilhelmine Marstrand am neu gegründeten Stuttgarter Konservatorium von den Klavierpädagogen Sigmund Lebert und Dionys Pruckner, einem Schüler Franz Liszts, unterrichtet. Anschließend ging sie als Klaviervirtuosin nach Hannover, von wo aus sie auch im Süden und Osten des deutschsprachigen Raumes Konzerte gab, so in Frankfurt a. M., Stuttgart, Mannheim, Karlsruhe, Pforzheim, Augsburg, München, Leipzig (im Gewandhausorchester), Dresden, Braunschweig, Osnabrück.
1868 ließ sich Wilhelmine Marstrand zusammen mit ihrer Schwester in Hamburg nieder. Hier hatte sie 1869 in der Hamburger Philharmonie ihren ersten Auftritt mit Johann Nepomuk Hummels Klavierkonzert h-Moll op. 89. In den Jahren 1871 bis 1874 gab sie regelmäßige Kammermusikkonzerte zusammen mit dem Violoncellisten und Konzertmeister Friedrich Marwege (1841–1908). Unter dem Titel „Historische Kammermusik“ umfassten die Programme in historischer Abfolge bekannte Werke von Johann Sebastian Bach bis zu zeitgenössischen Komponisten.
Von 1877 bis 1895 war Wilhelmine Marstrand Veranstalterin von Kammermusik-Soiréen, zu denen sie die Mitwirkenden selbst engagierte: anfangs Friedrich Marwege (Violoncello) und Louis Bargheer (Violine), später auch Henry Schradieck, Otokar Kopecký (Violine), Magnus Klietz und Albert Gowa (Violoncello). Damit prägte sie als eigenständige, unabhängige Künstlerin das Hamburger Musikleben.

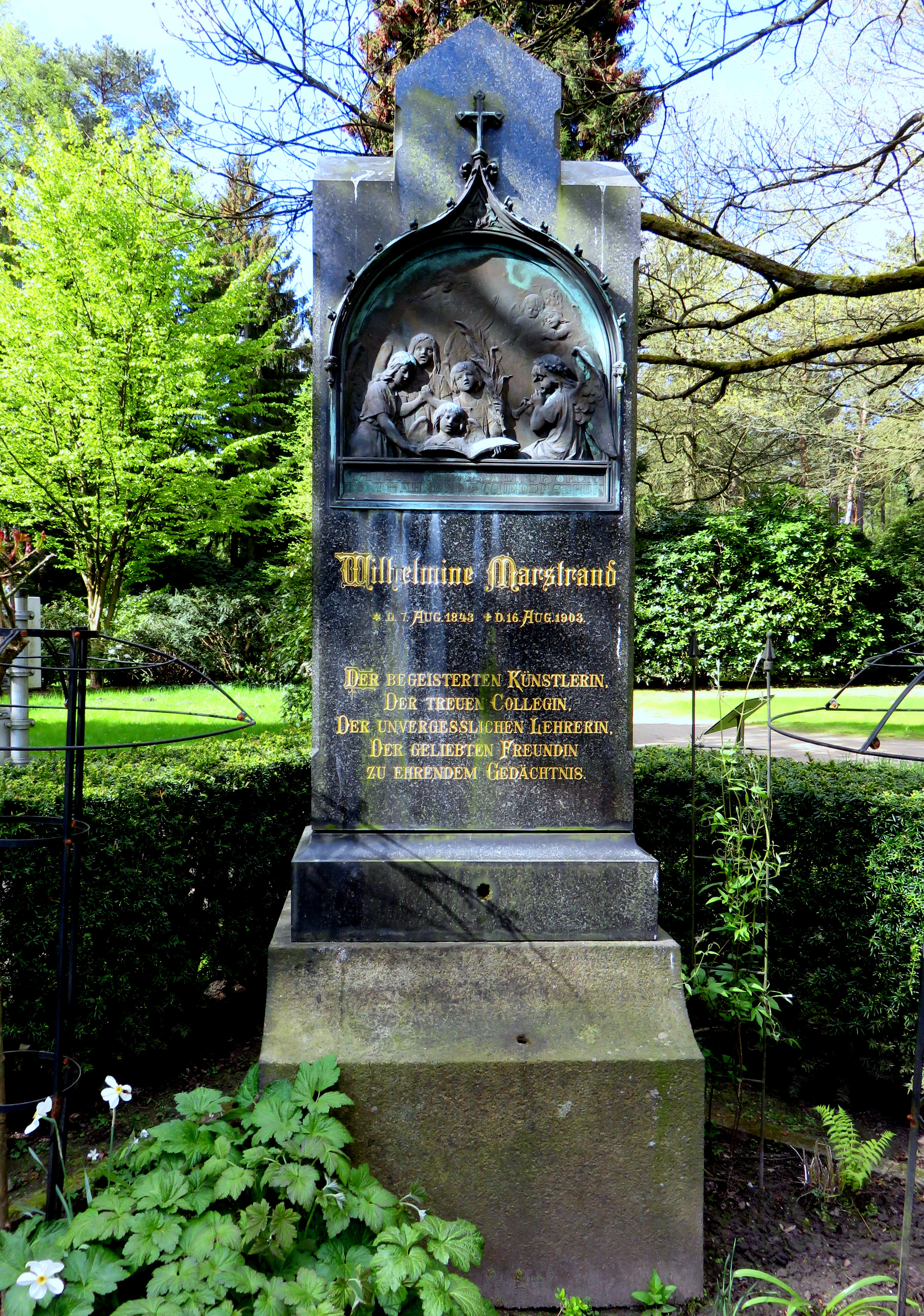
Grabstein auf dem Ohlsdorfer Friedhof im Garten der Frauen

Zunehmend engagierte sich Wilhelmine Marstrand darüber hinaus als Klavierpädagogin und trat 1883 dem Kollegium des Hamburger Konservatoriums bei. Trotz nachlassender Gesundheit trat sie bis kurz vor ihrem Tod auf. 1903 starb sie unerwartet während einer Erholungskur in der Schweiz in Spiez am Thunersee.
Beerdigt wurde Wilhelmine Marstrand in Hamburg auf dem Ohlsdorfer Friedhof gegenüber dem Wasserturm. Ihr zu Ehren und seitens ihres Freundeskreises gestiftet schuf der Bildhauer Wefing einen hohen schwarzen Granit-Grabstein, verziert mit seinem Bronze-Relief-Motiv „Musizierende Engel“, darunter eingraviert der Trostspruch „Aus ungemessnen Höhen tönt ahnend Wiedersehen“. Anlässlich der Einweihung hielt der Direktor des Philharmonischen Orchesters, Max Fiedler, vor etwa 200 Trauergästen die Laudatio. Nach Auflösung der Grabstätte wurde der historische Stein im Garten der Frauen aufgestellt.

## Rezeption
Die Widmung auf dem unteren Teil des Grabsteines fasst die Wertschätzung für Wilhelmine Marstrand in allen ihren Lebensbereichen zusammen: „Der begeisterten Künstlerin, /  Der treuen Collegin, / Der unvergesslichen Lehrerin, / Der geliebten Freundin / zu ehrendem Gedächtnis.“
Die fachliche Beurteilung geschah parallel zu der damals sehr erfolgreichen Clara Schumann, die sich auch in Hamburg großer Beliebtheit erfreute. Bereits 1865 wurden Wilhelmine Marstrands technisches Können und ihre Komponisten getreue Vortragsweise hervorgehoben, gleichzeitig angesichts ihres relativ harten Tastenanschlags eine persönliche Emotionalität vermisst, die sich jedoch im Laufe der jahrelange Routine deutlich entfaltet habe. 

Als Lehrerin galt Wilhelmine Marstrand zwar als recht streng aber dennoch als einfühlsam und stets wohlwollend auf die individuelle Förderung der ihr Anvertrauten achtend.